# Хартија од конопље
Конопља је вековима коришћена и за производњу хартије. Умеће производње хартије представљало је значајну економску и развојну предност, па су појединости производње биле намерно обавијене тајновитошћу, да би се могле пронаћи у јапанским записима тек током IV века.
Током IX века Арапи усвајају технику производње папира из конопље и преносе је према Западу, а до XI века у Шпанији су развијене прве европске фабрике папира које су Маури основали у Валенсији и Толеду.
Томас Џеферсон је својевремено написао Декларацију независности САД на хартији од конопље.
Касније се са конопље прешло на дрво, а индустрија папира од дрвета је свој процват наплатила сечама шума, пустошењима и дефорестацијом глобалних размера. Данас се поново расправља о производњи хартије од конопље, у контексту дискусија о обновљивим ресурсима, одрживом развоју и све већем пропадању шума.
Данас се индустрија папира од конопље у ЕУ концентрише на употребу конопље у производњи цигаретног папира, новчаница, техничких филтера, хигијенских производа и сл.